# Heinrich Lindenberg (Theologe)

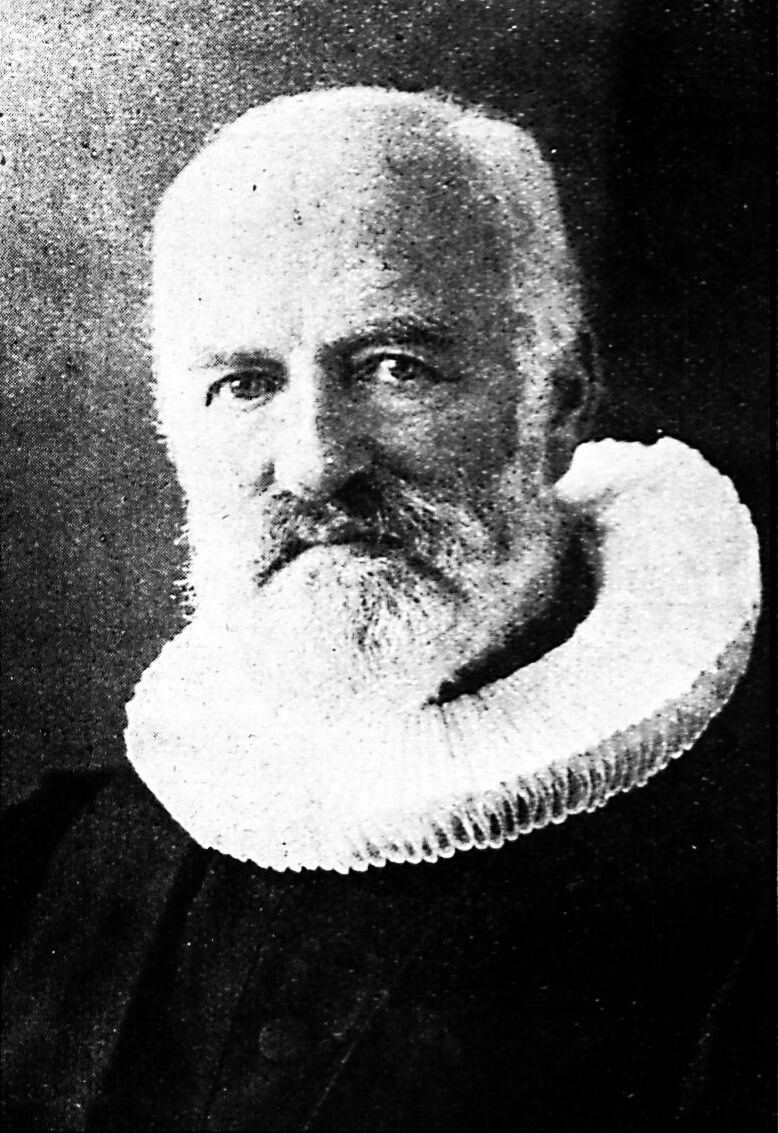
Heinrich Lindenberg

Heinrich Wilhelm Lindenberg (* 22. Juni 1842 in Lübeck; † 3. März 1924 ebenda) war ein deutscher evangelisch-lutherischer Geistlicher, Hauptpastor an St. Jakobi und Senior.

## Leben

### Herkunft
Heinrich war der jüngste Sohn von Johann Carl Lindenberg, Hauptpastor an St. Aegidien und als Senior des Geistlichen Ministeriums der Leitende Geistliche in Lübeck. Als Enkel des Bürgermeisters Johann Caspar Lindenberg entstammte er einer Familie, die bereits seit 1600 in Lübeck ansässig war.
Seine Mutter Wilhelmine Amalie (Mine), geb. Geibel (* 11. August 1801 in Lübeck; † 1. Dezember 1855 ebenda) war eine Tochter des reformierten Predigers Johannes Geibel, wodurch Heinrich auch ein Neffe des Dichters Emanuel Geibel gewesen ist.

### Laufbahn
Seit dem frühen Tod der Mutter führte seine älteste Schwester den Haushalt des Vaters und wurde mütterliche Erzieherin von Lindenberg und einer noch jüngeren Schwester. Er besuchte das Katharineum bis zum Abitur Ostern 1861 und studierte, dem Vorbild seines Vaters und Großvaters folgend, Evangelische Theologie. Er studierte in Erlangen und trat, wie viele aus Norddeutschland stammende Studenten, in die Christliche Studentenverbindung Uttenruthia ein. Dort gewann er viele Freunde und hielt den Uttenreuthern bis ans Ende die Treue. Er gehörte niemals einer bestimmten theologischen Richtung an. Im Studium prägten ihn Gottfried Thomasius, Franz Delitzsch und Johann von Hofmann sowie August Johannes Dorner und der Philosoph Friedrich Adolf Trendelenburg in Berlin, bevor er sein Studium in Tübingen abschloss.
Nach Lübeck zurückgekehrt bestand er vor der Prüfungskommission des Geistlichen Ministeriums am 29. Januar 1866 die Amtsprüfung und wurde Kandidat des Ministeriums. Die so erlangte Anstellungsfähigkeit beschränkte sich damals aber nur auf die Lübecker Landeskirche. Somit hatten die Kandidaten zu warten, bis eine Pfarrstelle frei geworden war, und sich bis dahin eine Beschäftigung zu suchen, meist als Hauslehrer oder vorübergehender Lehrer an Schulen.
Diese Wartezeit gestaltete sich insoweit günstig, da der bisherige Leiter der Kandidatenschule, der Kandidat Ludwig Trummer, zum Prediger an St. Marien erwählt wurde. Lindenberg konnte als Trummers Nachfolger die Leitung der Schule übernehmen. Die sogenannte Kandidatenschule, aus der später das Progymnasium von Otto Bussenius erwuchs, war eine Privatschule, die es ihren Schülern ermöglichte, nach ihr in die Quarta des Katharineums zu wechseln.
Für diese Tätigkeit hatte Lindenberg eine besondere Begabung. Neben seinem Unterricht trat er seinen Schülern auch wissenschaftlich nahe. So machte er, was damals neu war, mit ihnen gemeinsame Ausflüge, veranstaltete kleine Aufführungen, Schülerkonzerte und dergleichen. Er verstand es in der Wissenschaft seine Schüler so zu fördern, dass die „Lindenberger“, die „Tiliamontaner“, wie die Lehrer des Katharineums sie latinisiert scherzhaft nannten, nicht selten bei ihrer Aufnahme die anderen Schüler überragten. Das Angebot der Schule wurde 1872 von Lindenberg um die Quarta ergänzt und ermöglichte es nun den Schülern der Anstalt, in die Tertia des Katharineums zu wechseln. Gestiegene Schülerzahlen und das erweiterte Angebot erforderten ein eigenes Haus. Zum 14. Oktober 1872 siedelte die Vorbereitungsschule in die Räume der Fleischhauerstraße 67 über. Das bisherige Lokal, mittlere Johannisstraße Nr. 15, war im Besitz der Schröder’schen Freischulen. Nach den Umbauten wurde die von Groth geleitete Knabenschule aus der Böttcherstraße hierher verlegt.
Am 4. Januar 1874 begannen die Wahlpredigten für die vakante Pfarrstelle in dem zum Lübecker Landgebiet gehörenden Dorf Nusse. Oberlehrer Satori hatte verzichtet und die Kandidaten Reimpell und Tischler sich nicht gemeldet. Nach Carl J. Amann und Mertens predigte am 18. Lindenberg, gefolgt von Theodor Zietz, ab 1876 St. Petri, und Holm.
Nach seiner Ordination am 8. Februar in der Aegidienkirche wurde Lindenberg am 15. in sein Amt eingeführt. Zu seiner Einführung erschienen in der Kirche vom Stadt- und Landesamt Lübeck die Senatoren Tegtmeyer und Overbeck, von dem Großherzogtum Mecklenburg-Strelitz Hofrat Wohlfahrt aus Schönberg, aus Lübeck kamen Senior Lindenberg und Pastor Köppen, als Amtsnachbar Pastor Amann. Am 31. März endete Lindenbergs Tätigkeit an der Kandidatenschule. Nachdem er deren Leitung an Bussenius übergeben hatte, zog er nach Nusse.
Das Talent, mit dem er bisher beim Unterrichten zu begeistern wusste, nutzte Lindberg nun für seine Predigten. Er wurde bekannt für gehaltvolle Predigten, in denen der Schatz seiner klassischen Bildung, sein reiches geschichtliches Wissen, die Reife seiner christlichen Erfahrung, seiner theologischen Kenntnis und Erkenntnis zu Tage traten.
1884 leitete er die Beisetzung seines Onkels Emanuel Geibel auf dem Burgtorfriedhof.
Für die Wahl eines neuen Hauptpastors an St. Aegidien an Stelle des in den Ruhestand getretenen Seniors Lindenberg wurden die Pastoren Bernhard (St. Lorenz), Holm (seit dem 5. Februar 1876 Diakon an St. Aegidien) und Lindenberg präsentiert. Letztgenannter hielt am 3. März 1889 als Letzter seine Gastpredigt. Gemeindevorstand und -ausschuss erwählten am 19. März jedoch Carl Theodor Holm.
Für das durch Pensionierung des Pastors Lütge Ende August 1889 vakante Pastorat an St. Jakobi standen drei Pastoren zur Auswahl: Pastor Hermberg aus Münsterdorf bei Itzehoe, Lindenberg und der Kandidat Prill. Lindenberg wurde am 9. September zum Archidiakonus erwählt.
Als Nachfolger für den am 1. Januar 1891 in Pension gehenden Hauptpastor von St. Jakobi, Gustav Hofmeier, schlug dessen Vorstand die Pastoren Lindenberg, Marth und Bernhard vor. Am 20. November wurde von diesen Lindenberg erwählt.
In der Lübeckischen Bibelgesellschaft trat Lindenberg deren Verwaltungsausschuss bei.
Als Freund der Schönen Künste wurde er 1892 als Mitglied im Verein von Kunstfreunden aufgenommen.
Im gleichen Jahr wurde Lindenberg auch Mitglied im Verein für Lübeckische Geschichte und Altertumskunde.
Sein Einfluss sollte sich nun bald in den kirchlichen Körperschaften zeigen. Von dem Gemeindeideal Emil Sulzes beeindruckt trat Lindenberg dafür ein, dass die örtliche Abgrenzung der Gemeinden untereinander die Grundlage der pfarramtlichen Wirksamkeit in den Großstädten zu bilden hätte und jedem Geistlichen sein eigener Bezirk, für den er zuständig und somit verantwortlich sei, zuzuweisen sei. So stand er in vorderster Reihe derer, die unter der Führung des Vorsitzenden der damaligen Synode, Senator Emil Ferdinand Fehling, die 1898 erlassene Kirchengemeindeverordnung, und damit die Einrichtung der Seelsorgebezirke, schufen. Deren Grundzüge wurden 1921 in die neue Kirchenverfassung übernommen worden.
Die Abteilung Lübeck der Deutschen Kolonialgesellschaft hatte am 20. November 1907 in den Räumen der Gemeinnützigen ihre Hauptversammlung. Zu dessen Vorstand gehörten unter anderen Admiral Heinrich Kühne als erster Vorsitzender, Generalmajor Paul Stern als zweiter Vorsitzender, Johann Martin Andreas Neumann, Georg Reimpell, Hauptpastor Lindenberg, Heinrich Gaerderz, Christian Reuter, Major Adolf von Tiedemann, Hermann Eschenburg und Carl Dimpker.
1909 beantragte Hauptpastor Ranke seine Entlassung aus dem Amt des Seniors des Geistlichen Ministeriums beim Senat. Der Senat bewilligte dies und wählte Lindenberg zu seinem Nachfolger. Damit wurde er der Leitende Geistliche der Lübecker Landeskirche.
Lindenberg übte dieses Amt bis 1914 aus, als er auf sein Ansuchen hin vom Senat zum 1. April 1914 davon entbunden wurde. Zum 1. Juni 1915 wurde er auch als Hauptpastor in den Ruhestand versetzt.
Sein Sarg wurde am 7. März 1924 in der Pastorengruft von Sankt Jakob auf dem Burgtorfriedhof beigesetzt.

### Öffentliches Leben
In Nusse verstand es Lindenberg schnell die Herzen seiner Gemeindemitglieder zu gewinnen. Ein Ausdruck jenes Vertrauens war das Ergebnis der Ergänzungswahl am 5. Juni 1875. Bei dieser in Nusse abgehaltenen Ergänzungswahl für den X. Wahlbezirk (Ritzerauer Landbezirk) hatten von 347 Wahlberechtigten 43 (12 %) gewählt. Mit 36 Stimmen davon wurde er in die Lübecker Bürgerschaft gewählt. Im Bürgerausschuss wurde am 29. November 1876 beschlossen, dass Lindenberg in der außerordentlichen Sitzung für die Beratung des Staatsbudgets 1877 am 6. Dezember einen Antrag auf Abänderung des Beschlusses vom 24. September 1873 die Abgrabung des Ritzerauer Mühlenteiches betreffend stellen werde. Auf den Ergänzungswahlen der Bürgerschaft im Ritzerauer Landbezirk anno 1893 hatten von 177 Wahlberechtigten 73 (41 %) gewählt und mit dem Ergebnis Lindenberg als ihren Vertreter bestätigt.
Vom Senat wurde Lindenberg am 5. Juni 1890 an Stelle des abtretenden Rechtsanwalts Wilhelm Gädecke zum bürgerlichen Deputierten bei der Oberschulbehörde gewählt. Am 4. April 1896 wählte der Senat Pastor Marth an Stelle des abtretenden Lindenberg zum bürgerlichen Deputierten bei der Oberschulbehörde. Nachdem Lindenberg an Stelle Rankes 1909 zum Senior geworden war, ersuchte er den Senat, ihn an Stelle Rankes zum bürgerlichen Deputierten bei der Oberschulbehörde zu wählen. Dies geschah dann auch.

### Lübeckische Schillerstiftung
Auf ihrer Generalversammlung 1870 erwählte die Lübeckische Schillerstiftung den Rechtsanwalt Schön, Oberlehrer Mollwo, Kandidat Lindenberg und den Historiker Hach in den Vorstand. Zum 80. Geburtstag des österreichischen Dichters Franz Grillparzer am 15. Januar 1871 gratulierte sie ihm telegrafisch und veranstaltete ihm zu Ehren am nächsten Tage eine Veranstaltung. Lindenberg hielt einen Vortrag über Grillparzers Leben und Schaffen, bevor im Anschluss mit verteilten Rollen Szenen aus Grillparzers Drama König Ottokars Glück und Ende vorgelesen wurde. Neben Lindenberg wirkte hierbei auch Geibel mit. Die erste Winterversammlung des Jahres hielt die Stiftung wie üblich am 12. November, dem Geburtstag Friedrich Schillers, ab. Nach einem Vortrag Lindenbergs über Friedrich Hölderlins Leben, las man mit verteilten Rollen Szenen aus Der Tod des Empedokles. Auf der Generalversammlung vom 22. November 1891 wurden die aus dem Vorstand austretenden Herren Fehling und Pabst wiedergewählt. An Stelle des Direktors der Ernestinenschule, Paul Hoffmann hatte eine Wiederwahl abgelehnt, wurde Lindenberg in den Vorstand berufen. Am 3. November 1892 hielt Lindenberg einen mit viel Interesse aufgenommenen Vortrag über „Geibels Vater“. In diesem wies er namentlich nach, wie schon dem Vater Geibels die hervorragenden Eigenschaften Emanuels, besonders die dichterische Begabung und die begeisterte Vaterlandsliebe, zu Eigen waren. Auf der Generalversammlung am 17. Dezember 1896 wurde Trummer an Stelle von ihm, der ausschied, in den Vorstand berufen.
Einer der Nachrufe auf Lindenberg endete mit einem Aphorismus.

„Und hinter ihm, im wesenlosen Scheine, lag, was uns alle bändigt, das Gemeine.“

Was Goethe hier an Schiller rühmte, war in Lindenberg Schiller – Geibelsche Erbe. Aus jenem Grunde war es für ihn von Bedeutung, dass sein letztes öffentliches Auftreten am 18. Oktober 1915 die Morgenrede am Grab Emanuel Geibels bildete.
Die erste Generalversammlung der Lübecker Literarischen Gesellschaft fand am 10. November 1903 statt. Lindenberg ist auf ihr zum Mitglied des Vorstandes gewählt worden.

### Gesellschaft zur Beförderung gemeinnütziger Tätigkeit
Lindenberg wurde am 25. März 1890 auf der Versammlung der Gesellschaft zur Beförderung gemeinnütziger Tätigkeit zum Vorsteher der Vierten Kleinkinderschule gewählt. Gleichfalls wurde er am 21. Mai des Jahres mit anderen als Vorsteher der Gesellschaft aufgenommen. Am 18. Februar 1896 wurde an Stelle des ausscheidenden Linderbergs Pastor J. G. Tegtmeyer zum Vorsteher der Schule gewählt. An Stelle des ausscheidenden Pastors Becker wurde Lindenberg zu dessen Nachfolger als Vorsteher der Ersten Kleinkinderschule gewählt.
Die Hauptversammlung der Gustav-Adolf-Stiftung fand 1892 in der Hansestadt statt. Die Jahresfeier wurde am 9. November 1892 in der Jakobikirche begangen. Die Festpredigt hielt Präpositus Ohl aus Stargard in Mecklenburg, die Liturgie Hauptpastor Lindenberg. Der Lübeckische Hauptverein wurde 1896 bei der Hauptversammlung in Hannover von Lindenberg vertreten. An Stelle von Hasse und ihm wurden auf der Versammlung die Herren Knieft und Ditzen in den Vorstand gewählt.
Nach dem Tod der bisherigen Vorsitzenden des Vereins für Krankenpflege durch evangelische Diakonissen, Thekla Ganslandt, wurde dessen Leitung von der Generalversammlung in eine männliche Hand gelegt. Nachdem der Senat die erforderliche Änderung der Statuten genehmigt hatte, wurde die Leitung Lindenberg übertragen.
Als Bölcker auf der Generalversammlung des Gemeinnützigen Bauvereins am 26. April 1895 vom Aufsichtsrat in den Vorstand wechselte, wurde Lindenberg an dessen Stelle in den Aufsichtsrat gewählt.
In die Vorsteherschaft der Herberge Zur Heimat wurde Lindenberg am 15. März 1898 gewählt.

### Familie
Lindenberg war nacheinander mit drei Schwestern verheiratet.
Er heiratete am 8. Oktober 1872 Antonie Wilhelmine (Minna), geb. Becker (* 1. August 1852 in Lübeck; † 12. Juli 1884 in Nusse). Sie war die Tochter des zu jener Zeit bereits verstorbenen Predigers an St. Marien Hermann Friedrich Becker und dessen Frau Wilhelmine Emilie, geb. Fehling. Sie starb schon 1884 nach dreitägiger Krankheit.
Johannes Friedrich Emanuel (* 2. Dezember 1880 in Nusse; † 5. April 1960 in Enger / Altersheim)
Maria Emilie Elisabeth (* 11. September 1882 in Nusse; † 1. November 1951 in Lübeck)
Am 13. August 1885 heiratete Lindenberg in Lübeck Minnas ältere Schwester Adele (* 4. November 1850 in Lübeck; † 25. Dezember 1886 in Nusse). Sie verstarb nach der Geburt von Zwillingen, die sie nur um wenige Stunden überleben sollten.
Am 9. Februar 1888 heiratete Lindenberg in Lübeck mit Maria Anna (* 14. Februar 1863 in Lübeck; † 9. Januar 1847 ebd.) die dritte Tochter Beckers. Mit ihr sollte er über 35 Jahre glücklich werden.
Wilhelm Johann(es) Ferdinand (* 25. August 1890 in Lübeck; X 27. März 1916 bei St. Eloy/Flandern)

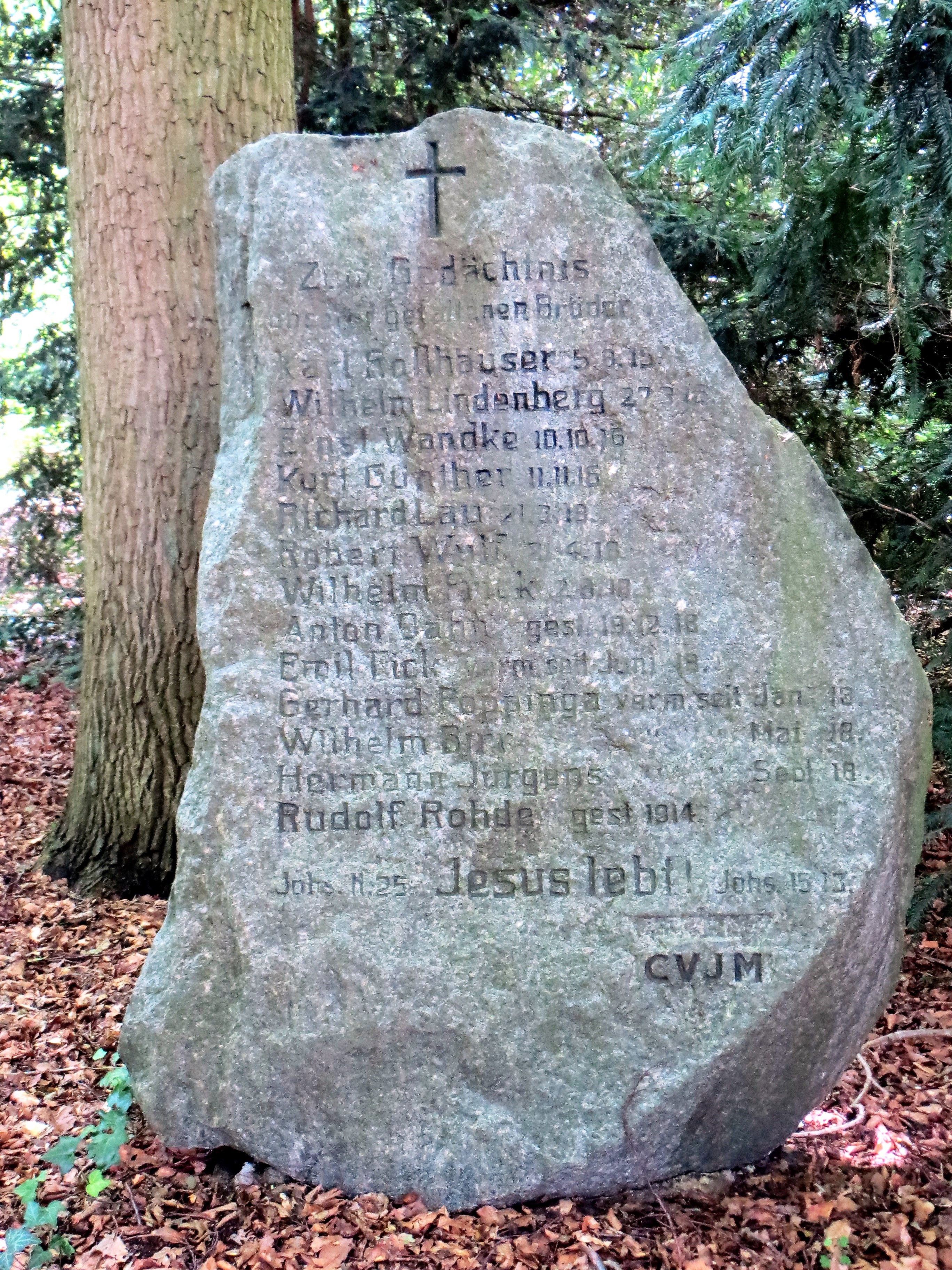
Gedenkstein für Wilhelm Lindenberg und andere Mitglieder des Lübecker CVJM auf dem Ehrenfriedhof (Lübeck)

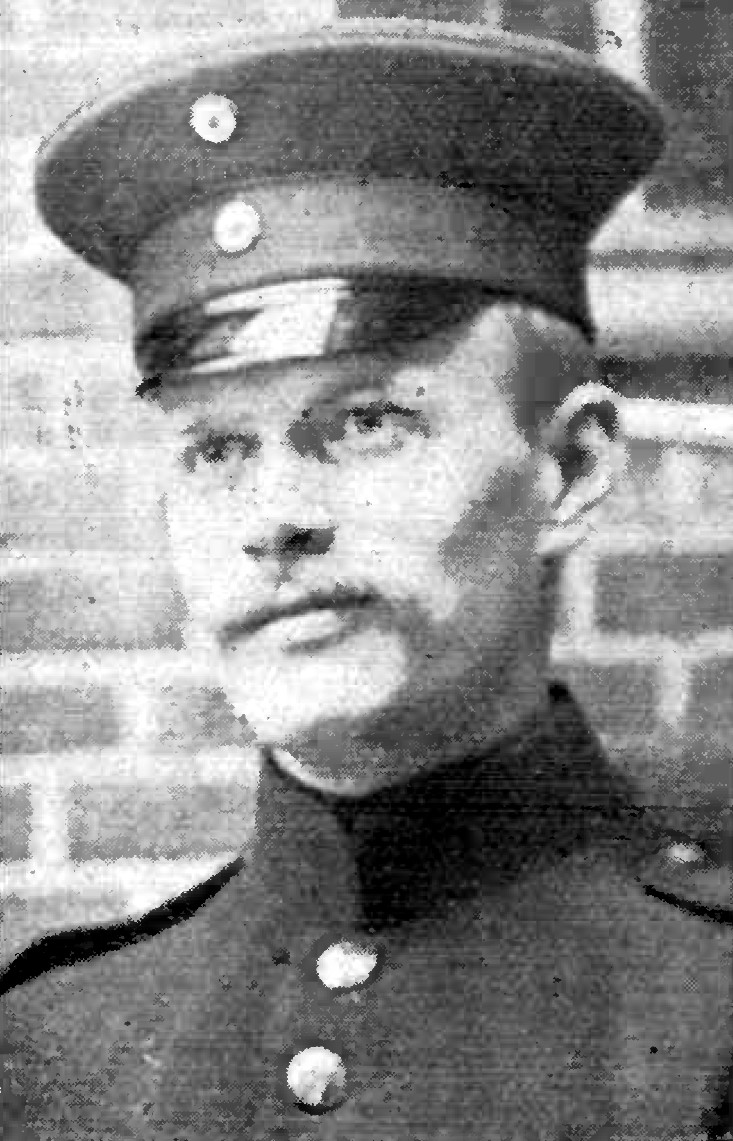

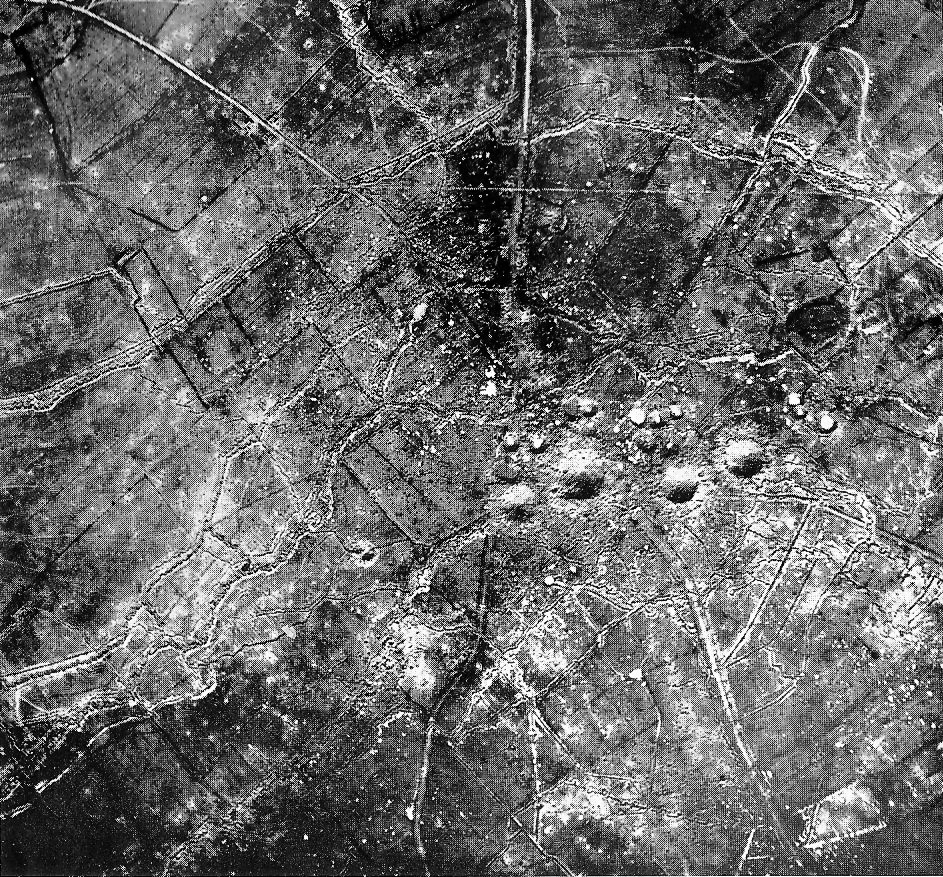

lm besuchte zuerst das Progymnasium, dann das Katharineum. Anschließend studierte er Theologie in Halle, Berlin und Kiel. Als er dort 1913 sein erstes Examen bestanden hatte, wurde er in Predigerseminar in Preetz aufgenommen. 1914 wies man ihn als Lehrvikar seinem Vater in der Jakobi-Gemeinde, wo er als Vertreter desselben wirkte, zu. Im Februar 1915 wurde er in das Reserve-Jäger-Bataillon Nr. 18, das zweite Reserve-Jäger-Bataillon in Ratzeburg, einberufen. Am 15. Mai verließ er die Heimat und kehrte nicht mehr zurück. In den Kämpfen bei Ypern wurde er verletzt, kehrte jedoch nach seiner Genesung aus dem Feldlazarett gleich wieder an die Front zurück. Im Januar 1916 wurde er zum Gefreiten befördert und Senat mit dem Lübeckischen Hanseatenkreuz ausgezeichnet. Sein Bataillon wurde am 16. März in den Wytschaete-Bogen nach St. Eloi, wo man einen englischen Großangriff erwartete, verlegt. Er befand sich im Graben, als dieser Großangriff am Morgen des 27. mit vier Sprengungen unterhalb des Grabens begann.
Adele, (* 11. November 1892 in Lübeck)
Sie heiratete am 12. März 1913 den Oberstudienrat Eilhard Erich Pauls
Heinrich Otto Walter (*30. April 1894 in Lübeck; X 25. Juli 1916 an der Somme)

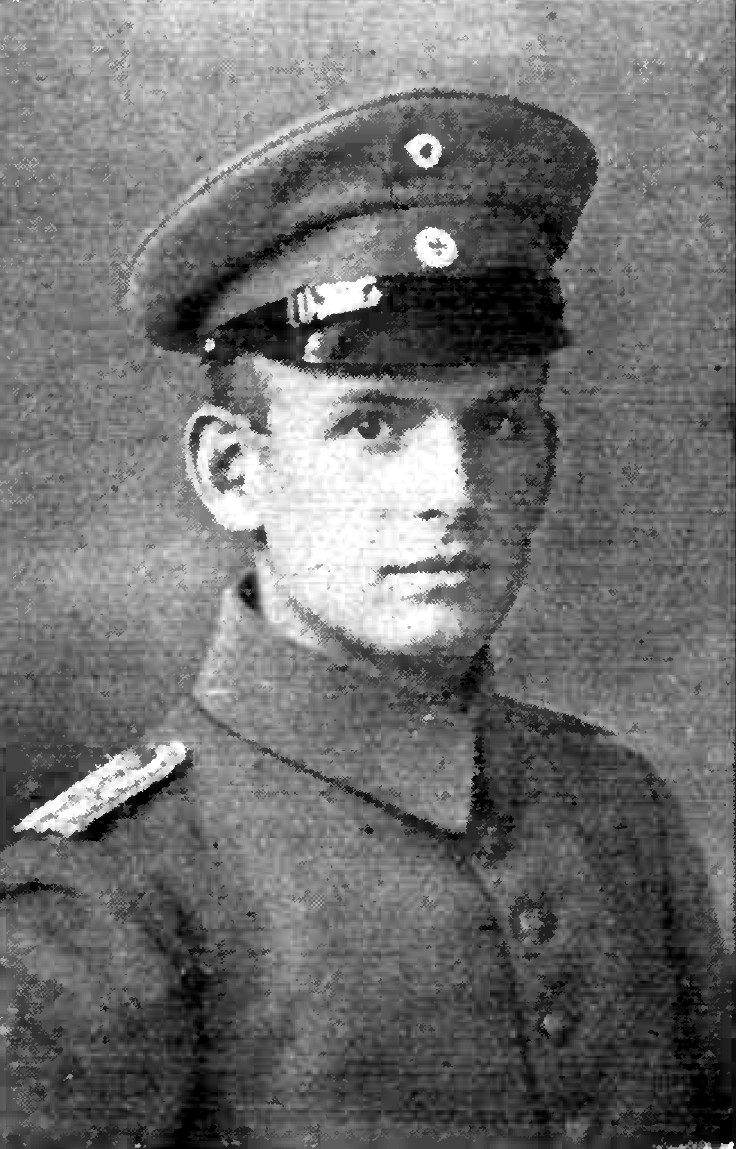

Heinrich machte denselben Bildungsgang durch wie sein Bruder. Er besuchte die Universitäten in Freiburg und Berlin um Philologie und Geschichte zu studieren. Im August 1914 trat er als Freiwilliger in das Heimische Regiment. Als er den Offizierausbildungs-Kursus in Elsenborn absolviert hatte, wurde er am 22. März 1915 zum Leutnant befördert und dem Reserve-Infanterie-Regiment des 1. Hanseatischen Infanterie-Regiments zugeteilt. Von einer Verwundung im Februar 1916 geheilt, kehrte er an die Front zurück und nahm an den Kämpfen um Givenchy teil. An der Somme ist er gefallen. Ihm ist sowohl das Lübeckische Hanseatenkreuz als auch das Eiserne Kreuz 2. Klasse verliehen worden.
Johann Caspar Gerhard (* 15. Oktober 1895 in Lübeck)
Minna (* 4. Juni 1898, † 14. Februar 1960 ebd.)
Sie heiratete am 15. Januar 1921 mit Karl Wilcken den Sohn des Brauereibesitzers Heinrich Wilken
Walther Paul Ernst (* 3. Februar 1904)

## Schriften
- Reden, gehalten bei der Lübecker Gedächtnisfeier aus Anlaß des hundertsten Geburtstages Emanuel Geibels (18. Oktober 1815) am 17. Oktober 1915. Lübeck: Gebr. Borchers 1916